# Vuelta a España 2008
La 63.ª edición de la Vuelta a España se disputó del 30 de agosto al 21 de septiembre de 2008 entre Granada y Madrid, con un recorrido de 3.169 km repartidos en 21 etapas. El ganador fue Alberto Contador.
La ronda hispana tuvo cuatro finales en alto (La Rabassa, Pla de Beret, Angliru y Estación Invernal Fuentes de Invierno), dos contrarrelojes individuales (una de 42,5 km y una cronoescalada de 17 km en el puerto de Navacerrada) y una por equipos de 7,7 km en la primera etapa.

## Preámbulo y favoritos
El equipo Scott-American Beef, anteriormente llamado Saunier Duval-Scott, que estaba invitado a la carrera, fue excluido de la misma como consecuencia de los casos de dopaje durante el reciente Tour de Francia. El equipo Team Columbia, perteneciente al UCI ProTour, no participó.
De entre la participación de esta edición, dos nombres sobresalían entre los candidatos a llevarse el triunfo final: Alberto Contador, ganador del Tour de Francia 2007 y el Giro de Italia 2008, y Carlos Sastre, ganador del Tour de Francia 2008. Otros ciclistas candidatos al triunfo final eran Levi Leipheimer, aunque inicialmente partía gregario de lujo de Contador, Alejandro Valverde, Igor Antón, Damiano Cunego y Yaroslav Popovych.
Entre la asistencia también se encontraban otros muchos ciclistas de renombre, sobre todo sprinters y clasicómanos, que acudían a la Vuelta como preparación de cara al próximo Campeonato del Mundo de ruta. Entre estos puede destacarse a ciclistas como Óscar Freire, Paolo Bettini, Tom Boonen, Davide Rebellin, Alessandro Ballan y el mismo Alejandro Valverde. Muchos de ellos lograron triunfos de etapa.

## Equipos participantes
| ProTeams (16)- AG2R-La Mondiale - Astana - Bouygues Telecom - Caisse d'Épargne - Cofidis-Le Crédit par Téléphone - Crédit agricole - Euskaltel-Euskadi - La Française des jeux - Gerolsteiner - Lampre - Liquigas - Quick Step - Rabobank - Silence-Lotto - Team Milram - CSC Saxo Bank Equipos continentales profesionales (3)- Andalucía-Cajasur - Xacobeo-Galicia - Tinkoff Credit Systems |
| |

## Etapas
| Etapa      | Fecha     | Recorrido                            | type                     | Distancia (km) | Ganador             | Líder              |
| ---------- | --------- | ------------------------------------ | ------------------------ | -------------- | ------------------- | ------------------ |
| 1.ª etapa  | 30 de ago | Granada – Granada                    | contrarreloj por equipos | 7,7            | Liquigas            | Filippo Pozzato    |
| 2.ª etapa  | 31 de ago | Granada – Jaén                       | etapa llana              | 167,3          | Alejandro Valverde  | Alejandro Valverde |
| 3.ª etapa  | 1 de sep  | Jaén – Córdoba                       | etapa llana              | 168,6          | Tom Boonen          | Daniele Bennati    |
| 4.ª etapa  | 2 de sep  | Córdoba – Puertollano                | etapa llana              | 170,3          | Daniele Bennati     | Daniele Bennati    |
| 5.ª etapa  | 3 de sep  | Ciudad Real – Ciudad Real            | contrarreloj individual  | 42,5           | Levi Leipheimer     | Levi Leipheimer    |
| 6.ª etapa  | 4 de sep  | Ciudad Real – Toledo                 | etapa llana              | 150,1          | Paolo Bettini       | Sylvain Chavanel   |
|            | 5 de sep  | Día de descanso                      | Día de descanso          |                |                     |                    |
| 7.ª etapa  | 6 de sep  | Barbastro – La Rabassa               | etapa de montaña         | 223,2          | Alessandro Ballan   | Alessandro Ballan  |
| 8.ª etapa  | 7 de sep  | Andorra la Vieja – Pla de Beret      | etapa de montaña         | 151            | David Moncoutié     | Levi Leipheimer    |
| 9.ª etapa  | 8 de sep  | Viella y Medio Arán – Sabiñánigo     | etapa de media montaña   | 200,8          | Greg Van Avermaet   | Egoi Martínez      |
| 10.ª etapa | 9 de sep  | Sabiñánigo – Zaragoza                | etapa llana              | 151,3          | Sébastien Hinault   | Egoi Martínez      |
| 11.ª etapa | 10 de sep | Calahorra – Burgos                   | etapa llana              | 178            | Óscar Freire        | Egoi Martínez      |
| 12.ª etapa | 11 de sep | Burgos – Suances                     | etapa de media montaña   | 186,4          | Paolo Bettini       | Egoi Martínez      |
|            | 12 de sep | Día de descanso                      | Día de descanso          |                |                     |                    |
| 13.ª etapa | 13 de sep | San Vicente de la Barquera – Angliru | etapa de montaña         | 209,5          | Alberto Contador    | Alberto Contador   |
| 14.ª etapa | 14 de sep | Oviedo – Fuentes de Invierno         | etapa de montaña         | 158,4          | Alberto Contador    | Alberto Contador   |
| 15.ª etapa | 15 de sep | Cudillero – Ponferrada               | etapa de montaña         | 202            | David García Dapena | Alberto Contador   |
| 16.ª etapa | 16 de sep | Ponferrada – Zamora                  | etapa llana              | 186,3          | Tom Boonen          | Alberto Contador   |
| 17.ª etapa | 17 de sep | Zamora – Valladolid                  | etapa llana              | 148,2          | Wouter Weylandt     | Alberto Contador   |
| 18.ª etapa | 18 de sep | Valladolid – Rozas de Madrid, Las    | etapa llana              | 167,4          | Imanol Erviti       | Alberto Contador   |
| 19.ª etapa | 19 de sep | Rozas de Madrid, Las – Segovia       | etapa de montaña         | 145,5          | David Arroyo        | Alberto Contador   |
| 20.ª etapa | 20 de sep | Granja, La – Navacerrada             | cronoescalada            | 17,1           | Levi Leipheimer     | Alberto Contador   |
| 21.ª etapa | 21 de sep | San Sebastián de los Reyes – Madrid  | etapa llana              | 102,2          | Matti Breschel      | Alberto Contador   |

## Clasificaciones

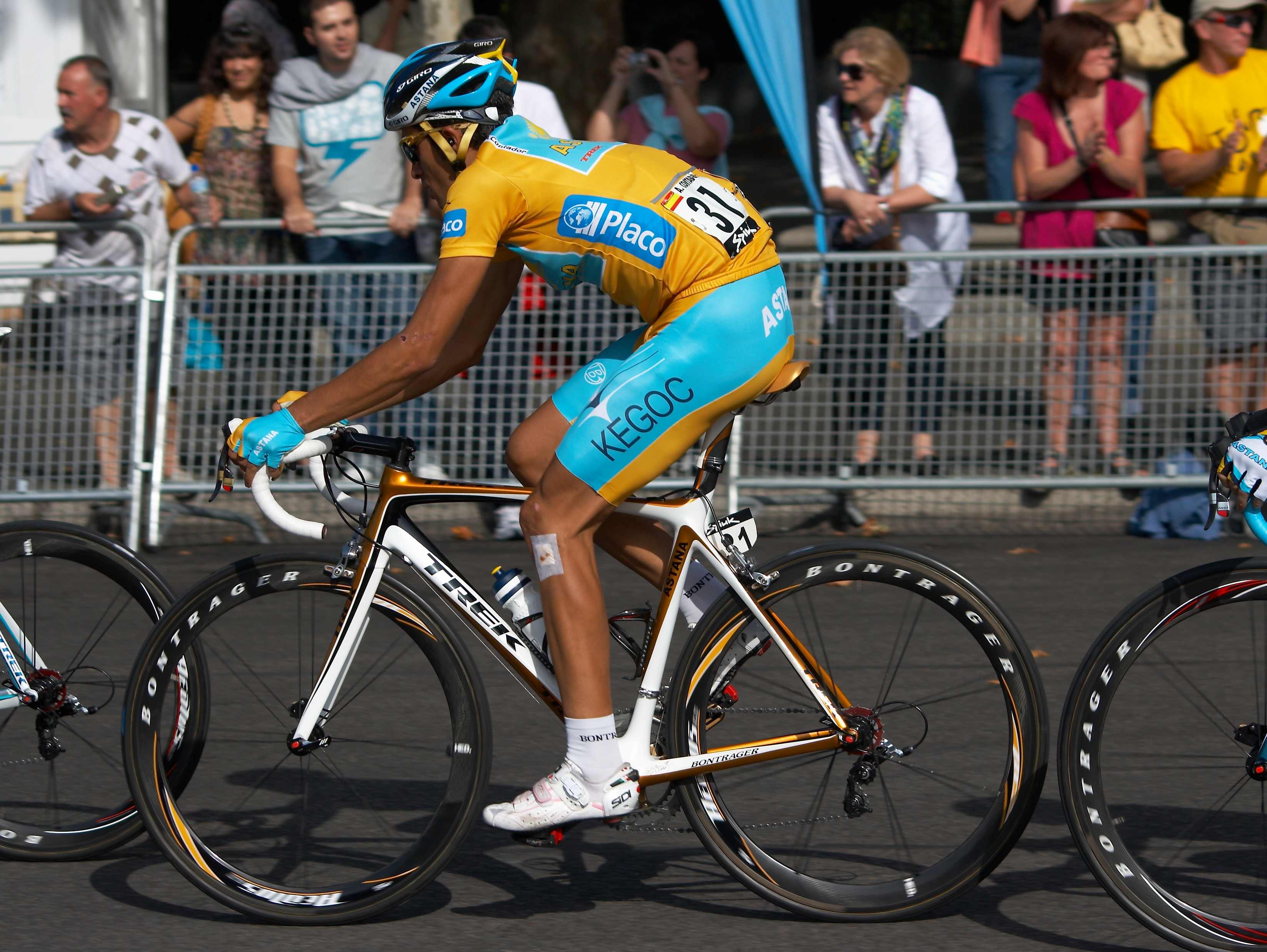
Alberto Contador con el jersey oro durante la última etapa con final en Madrid.

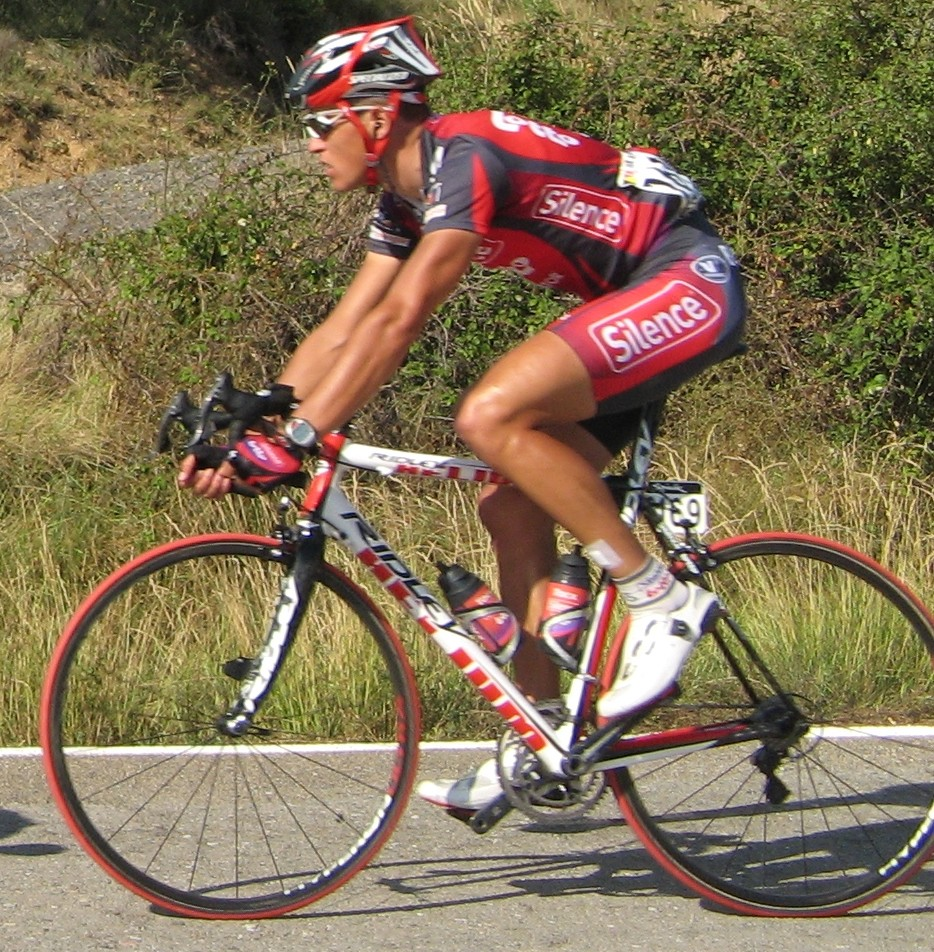
Greg Van Avermaet durante la disputa de la 9.ª etapa.

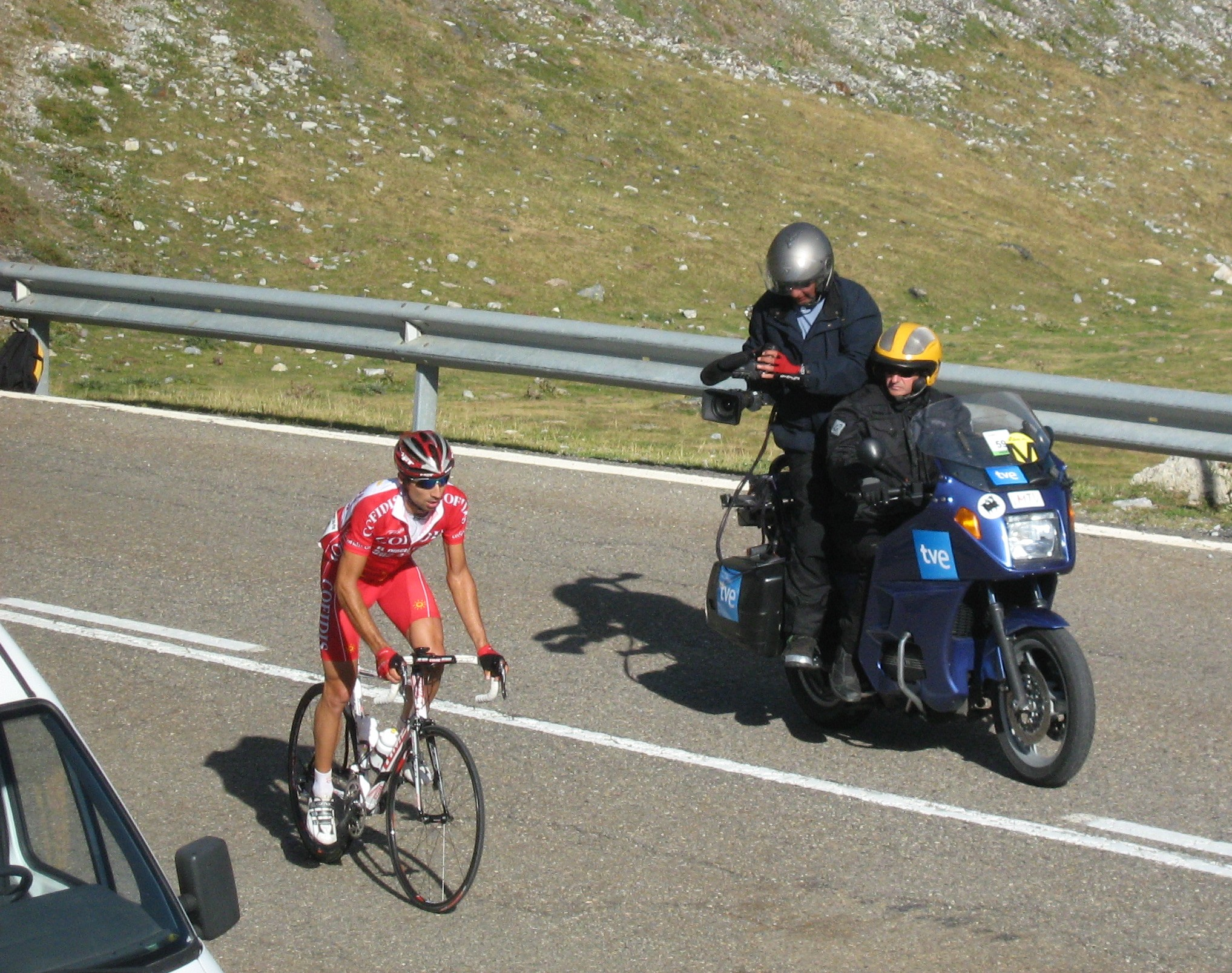
David Moncoutié durante la disputa de la 8ª etapa, en el Puerto de la Bonaigua.

### Clasificación general
| \| Clasificación general \| Clasificación general \| Clasificación general \| Clasificación general \| Clasificación general \| \| Ciclista \| Ciclista \| Equipo \| Tiempo \| \| \| --------------------- \| --------------------- \| ------------------------------- \| --------------------- \| --------------------- \| \| 1.º \| Alberto Contador \| Astana \| 80 h 40 min 08 s \| \| \| 2.º \| Levi Leipheimer \| Astana \| + 46 s \| \| \| 3.º \| Carlos Sastre \| CSC Saxo Bank \| + 4 min 12 s \| \| \| 4.º \| Ezequiel Mosquera \| Xacobeo Galicia \| + 5 min 19 s \| \| \| 5.º \| Alejandro Valverde \| Caisse d'Épargne \| + 6 min 00 s \| \| \| 6.º \| Joaquim Rodríguez \| Caisse d'Épargne \| + 6 min 50 s \| \| \| 7.º \| Robert Gesink \| Rabobank \| + 6 min 55 s \| \| \| 8.º \| David Moncoutié \| Cofidis-Le Crédit par Téléphone \| + 10 min 10 s \| \| \| 9.º \| Egoi Martínez \| Euskaltel-Euskadi \| + 10 min 57 s \| \| \| 10.º \| Marzio Bruseghin \| Lampre \| + 11 min 56 s \| \| \| 11.º \| Oliver Zaugg \| Gerolsteiner \| + 12 min 38 s \| \| \| 12.º \| Dani Moreno \| Caisse d'Épargne \| + 13 min 35 s \| \| \| 13.º \| Nicolas Roche \| Crédit Agricole \| + 13 min 41 s \| \| \| 14.º \| David García Dapena \| Xacobeo Galicia \| + 15 min 59 s \| \| \| 15.º \| Juanma Gárate \| Quick Step \| + 17 min 53 s \| \| \| 16.º \| Jurgen Van Goolen \| CSC Saxo Bank \| + 20 min 14 s \| \| \| 17.º \| David Arroyo \| Caisse d'Épargne \| + 21 min 33 s \| \| \| 18.º \| John Gadret \| AG2R-La Mondiale \| + 22 min 34 s \| \| \| 19.º \| Sandy Casar \| La Française des jeux \| + 24 min 57 s \| \| \| 20.º \| Andreas Klöden \| Astana \| + 25 min 13 s \| \| \| 21.º \| Javi Moreno Bazán \| Andalucía-CajaSur \| + 26 min 22 s \| \| \| 22.º \| José Luis Rubiera \| Astana \| + 28 min 26 s \| \| \| 23.º \| Rinaldo Nocentini \| AG2R-La Mondiale \| + 28 min 38 s \| \| \| 24.º \| Alberto Losada \| Caisse d'Épargne \| + 29 min 28 s \| \| \| 25.º \| Marco Marzano \| Lampre \| + 41 min 42 s \| \| |                     |                                 |                  |
| |                     |                                 |                  |
| Fuente: ProCyclingStats |                     |                                 |                  |
| Clasificación general |                     |                                 |                  |
| Ciclista | Ciclista            | Equipo                          | Tiempo           |
| 1.º | Alberto Contador    | Astana                          | 80 h 40 min 08 s |
| 2.º | Levi Leipheimer     | Astana                          | + 46 s           |
| 3.º | Carlos Sastre       | CSC Saxo Bank                   | + 4 min 12 s     |
| 4.º | Ezequiel Mosquera   | Xacobeo Galicia                 | + 5 min 19 s     |
| 5.º | Alejandro Valverde  | Caisse d'Épargne                | + 6 min 00 s     |
| 6.º | Joaquim Rodríguez   | Caisse d'Épargne                | + 6 min 50 s     |
| 7.º | Robert Gesink       | Rabobank                        | + 6 min 55 s     |
| 8.º | David Moncoutié     | Cofidis-Le Crédit par Téléphone | + 10 min 10 s    |
| 9.º | Egoi Martínez       | Euskaltel-Euskadi               | + 10 min 57 s    |
| 10.º | Marzio Bruseghin    | Lampre                          | + 11 min 56 s    |
| 11.º | Oliver Zaugg        | Gerolsteiner                    | + 12 min 38 s    |
| 12.º | Dani Moreno         | Caisse d'Épargne                | + 13 min 35 s    |
| 13.º | Nicolas Roche       | Crédit Agricole                 | + 13 min 41 s    |
| 14.º | David García Dapena | Xacobeo Galicia                 | + 15 min 59 s    |
| 15.º | Juanma Gárate       | Quick Step                      | + 17 min 53 s    |
| 16.º | Jurgen Van Goolen   | CSC Saxo Bank                   | + 20 min 14 s    |
| 17.º | David Arroyo        | Caisse d'Épargne                | + 21 min 33 s    |
| 18.º | John Gadret         | AG2R-La Mondiale                | + 22 min 34 s    |
| 19.º | Sandy Casar         | La Française des jeux           | + 24 min 57 s    |
| 20.º | Andreas Klöden      | Astana                          | + 25 min 13 s    |
| 21.º | Javi Moreno Bazán   | Andalucía-CajaSur               | + 26 min 22 s    |
| 22.º | José Luis Rubiera   | Astana                          | + 28 min 26 s    |
| 23.º | Rinaldo Nocentini   | AG2R-La Mondiale                | + 28 min 38 s    |
| 24.º | Alberto Losada      | Caisse d'Épargne                | + 29 min 28 s    |
| 25.º | Marco Marzano       | Lampre                          | + 41 min 42 s    |

### Clasificación por puntos
| Clasificación por puntos | Clasificación por puntos  | Clasificación por puntos        | Clasificación por puntos | Clasificación por puntos |
| Ciclista                 | Ciclista                  | Equipo                          | Puntos                   |                          |
| ------------------------ | ------------------------- | ------------------------------- | ------------------------ | ------------------------ |
| 1.º                      | Greg Van Avermaet         | Silence-Lotto                   | 158 pts                  |                          |
| 2.º                      | Alberto Contador          | Astana                          | 137 pts                  |                          |
| 3.º                      | Alejandro Valverde        | Caisse d'Épargne                | 129 pts                  |                          |
| 4.º                      | Levi Leipheimer           | Astana                          | 116 pts                  |                          |
| 5.º                      | Koldo Fernández de Larrea | Euskaltel-Euskadi               | 88 pts                   |                          |
| 6.º                      | Matti Breschel            | CSC Saxo Bank                   | 69 pts                   |                          |
| 7.º                      | Joaquim Rodríguez         | Caisse d'Épargne                | 69 pts                   |                          |
| 8.º                      | Sébastien Hinault         | Crédit Agricole                 | 68 pts                   |                          |
| 9.º                      | Ezequiel Mosquera         | Xacobeo Galicia                 | 67 pts                   |                          |
| 10.º                     | David Moncoutié           | Cofidis-Le Crédit par Téléphone | 65 pts                   |                          |

### Clasificación de la montaña
| Clasificación de la montaña | Clasificación de la montaña | Clasificación de la montaña     | Clasificación de la montaña | Clasificación de la montaña |
| Ciclista                    | Ciclista                    | Equipo                          | Puntos                      |                             |
| --------------------------- | --------------------------- | ------------------------------- | --------------------------- | --------------------------- |
| 1.º                         | David Moncoutié             | Cofidis-Le Crédit par Téléphone | 149 pts                     |                             |
| 2.º                         | Christophe Kern             | Crédit Agricole                 | 106 pts                     |                             |
| 3.º                         | Alberto Contador            | Astana                          | 99 pts                      |                             |
| 4.º                         | Juanma Gárate               | Quick Step                      | 89 pts                      |                             |
| 5.º                         | Levi Leipheimer             | Astana                          | 65 pts                      |                             |
| 6.º                         | Ezequiel Mosquera           | Xacobeo Galicia                 | 56 pts                      |                             |
| 7.º                         | Joaquim Rodríguez           | Caisse d'Épargne                | 51 pts                      |                             |
| 8.º                         | Alejandro Valverde          | Caisse d'Épargne                | 48 pts                      |                             |
| 9.º                         | Íñigo Landaluze             | Euskaltel-Euskadi               | 46 pts                      |                             |
| 10.º                        | Maarten Tjallingii          | Silence-Lotto                   | 43 pts                      |                             |

### Clasificación combinada
En la clasificación combinada se suman los puestos de los corredores en la clasificación general, la clasificación a puntos y la de la montaña. El corredor que menos puestos tenga en la suma de las tres camisas es el primero de la clasificación.
| Clasificación de la combinada | Clasificación de la combinada | Clasificación de la combinada   | Clasificación de la combinada | Clasificación de la combinada |
| Ciclista                      | Ciclista                      | Equipo                          | Puntos                        |                               |
| ----------------------------- | ----------------------------- | ------------------------------- | ----------------------------- | ----------------------------- |
| 1.º                           | Alberto Contador              | Astana                          | 6 pts                         |                               |
| 2.º                           | Levi Leipheimer               | Astana                          | 11 pts                        |                               |
| 3.º                           | Alejandro Valverde            | Caisse d'Épargne                | 16 pts                        |                               |
| 4.º                           | Ezequiel Mosquera             | Xacobeo Galicia                 | 19 pts                        |                               |
| 5.º                           | David Moncoutié               | Cofidis-Le Crédit par Téléphone | 19 pts                        |                               |
| 6.º                           | Carlos Sastre                 | CSC Saxo Bank                   | 26 pts                        |                               |
| 7.º                           | Robert Gesink                 | Rabobank                        | 40 pts                        |                               |
| 8.º                           | David Arroyo                  | Caisse d'Épargne                | 49 pts                        |                               |
| 9.º                           | Juanma Gárate                 | Quick Step                      | 57 pts                        |                               |
| 10.º                          | Egoi Martínez                 | Euskaltel-Euskadi               | 60 pts                        |                               |

### Clasificación por equipos
| Clasificación por equipos | Clasificación por equipos | Clasificación por equipos | Clasificación por equipos |
| Equipo                    | Equipo                    | Tiempo                    |                           |
| ------------------------- | ------------------------- | ------------------------- | ------------------------- |
| 1.º                       | Caisse d'Épargne          | 241 h 20 min 38 s         |                           |
| 2.º                       | Euskaltel-Euskadi         | + 39 min 22 s             |                           |
| 3.º                       | CSC Saxo Bank             | + 39 min 35 s             |                           |
| 4.º                       | Astana                    | + 42 min 01 s             |                           |
| 5.º                       | Xacobeo Galicia           | + 51 min 31 s             |                           |
| 6.º                       | Lampre                    | + 1 h 14 min 51 s         |                           |
| 7.º                       | Rabobank                  | + 1 h 17 min 22 s         |                           |
| 8.º                       | AG2R-La Mondiale          | + 1 h 27 min 42 s         |                           |
| 9.º                       | Crédit Agricole           | + 1 h 28 min 56 s         |                           |
| 10.º                      | Silence-Lotto             | + 1 h 42 min 42 s         |                           |

## Evolución de las clasificaciones
| Etapa                   |                          | Ganador _           | Clasificación general | Puntos             | Montaña           | Equipo _         |
| ----------------------- | ------------------------ | ------------------- | --------------------- | ------------------ | ----------------- | ---------------- |
| 1.ª etapa               | contrarreloj por equipos | Liquigas            | Filippo Pozzato       | no otorgado        | no otorgado       | Liquigas         |
| 2.ª etapa               | etapa llana              | Alejandro Valverde  | Alejandro Valverde    | Alejandro Valverde | Jesús Rosendo     | Caisse d'Épargne |
| 3.ª etapa               | etapa llana              | Tom Boonen          | Daniele Bennati       | Alejandro Valverde | Jesús Rosendo     | Caisse d'Épargne |
| 4.ª etapa               | etapa llana              | Daniele Bennati     | Daniele Bennati       | Daniele Bennati    | Jesús Rosendo     | Quick Step       |
| 5.ª etapa               | contrarreloj individual  | Levi Leipheimer     | Levi Leipheimer       | Daniele Bennati    | Jesús Rosendo     | Astana           |
| 6.ª etapa               | etapa llana              | Paolo Bettini       | Sylvain Chavanel      | Daniele Bennati    | Jesús Rosendo     | Astana           |
| 7.ª etapa               | etapa de montaña         | Alessandro Ballan   | Alessandro Ballan     | Daniele Bennati    | Alessandro Ballan | Astana           |
| 8.ª etapa               | etapa de montaña         | David Moncoutié     | Levi Leipheimer       | Alejandro Valverde | Alessandro Ballan | Astana           |
| 9.ª etapa               | etapa de media montaña   | Greg Van Avermaet   | Egoi Martínez         | Alejandro Valverde | David Moncoutié   | Caisse d'Épargne |
| 10.ª etapa              | etapa llana              | Sébastien Hinault   | Egoi Martínez         | Greg Van Avermaet  | David Moncoutié   | Caisse d'Épargne |
| 11.ª etapa              | etapa llana              | Óscar Freire        | Egoi Martínez         | Greg Van Avermaet  | David Moncoutié   | Caisse d'Épargne |
| 12.ª etapa              | etapa de media montaña   | Paolo Bettini       | Egoi Martínez         | Greg Van Avermaet  | David Moncoutié   | Astana           |
| 13.ª etapa              | etapa de montaña         | Alberto Contador    | Alberto Contador      | Greg Van Avermaet  | David Moncoutié   | Caisse d'Épargne |
| 14.ª etapa              | etapa de montaña         | Alberto Contador    | Alberto Contador      | Alberto Contador   | David Moncoutié   | Caisse d'Épargne |
| 15.ª etapa              | etapa de montaña         | David García Dapena | Alberto Contador      | Alberto Contador   | David Moncoutié   | Caisse d'Épargne |
| 16.ª etapa              | etapa llana              | Tom Boonen          | Alberto Contador      | Alberto Contador   | David Moncoutié   | Caisse d'Épargne |
| 17.ª etapa              | etapa llana              | Wouter Weylandt     | Alberto Contador      | Greg Van Avermaet  | David Moncoutié   | Caisse d'Épargne |
| 18.ª etapa              | etapa llana              | Imanol Erviti       | Alberto Contador      | Greg Van Avermaet  | David Moncoutié   | Caisse d'Épargne |
| 19.ª etapa              | etapa de montaña         | David Arroyo        | Alberto Contador      | Greg Van Avermaet  | David Moncoutié   | Caisse d'Épargne |
| 20.ª etapa              | cronoescalada            | Levi Leipheimer     | Alberto Contador      | Greg Van Avermaet  | David Moncoutié   | Caisse d'Épargne |
| 21.ª etapa              | etapa llana              | Matti Breschel      | Alberto Contador      | Greg Van Avermaet  | David Moncoutié   | Caisse d'Épargne |
| Clasificaciones finales | Clasificaciones finales  |                     | Alberto Contador      | Greg Van Avermaet  | David Moncoutié   | Caisse d'Épargne |

## Banda sonora
TVE cubrió esta prueba escogiendo como banda sonora la canción «Pretendo hablarte», de la cantante Beatriz Luengo.

## Patrocinadores
- Maillot Oro: Placo
- Maillot Puntos: Renfe Ave
- Maillot Montaña: Castilla-La Mancha calidad diferenciada.
- Maillot Combinada: Fertiberia
- Equipos: Polar
- Etapas: Lizarran